# برنیله نیناو
رزا برنایل نینو یک دختر آلمانی متولد دورتموند بود که در سنین کودکی موفق به دیدار هیتلر شد و مدتی با وی نامه نگاری داشت. در سال ۱۹۳۳ هنگامی که رزا با مادرش در بیرون اقامتگاه برگهوف محل آقامت هیتلر در دامنه آلپ بود هیتلر متوجه می‌شود روز تولدش ۲۰ آوریل با رزا یکی است و از وی و مادرش کارولین دعوت می‌کند تا به اقامتگاه او بروند و در آنجا با هم عکس گرفتند.
هیتلر سپس آن عکس را امضا و با پیامی که روی عکس نوشت برای دخترک فرستاد. مدتی پس از این دوستی وی را کودک پیشوا لقب دادند.
دوستی هیتلر با رزا پس از پنج سال با دخالت افسران نازی به دلیل اینکه دخترک یهودی تبار بود به پایان رسید اما هیتلر از این قضیه راضی نبود.
در سال ۱۹۴۳ رزا در هفده سالگی به دلیل ابتلا به فلج اطفال در مونیخ درگذشت.
عکس را هاینریش هافمن گرفته و در سال ۲۰۱۸ در آمریکا برای فروش به حراج گذشته شد و ۱۱۰۰۰ دلار به فروش رفت.